# Conca de Dalt
|  | Aquest article tracta sobre el municipi. Si cerqueu la comarca del mateix nom, vegeu «Conca de Dalt (conca)». |

Conca de Dalt o el Pont de Claverol és el municipi a l'extrem nord-est de la comarca del Pallars Jussà, al límit amb el Pallars Sobirà, amb l'Alt Urgell i també amb l'Alta Ribagorça. De fet, el terme municipal de Conca de Dalt és la meitat oriental i la quarta part sud-occidental de la Conca de Dalt geogràfica, una de les comarques que formen el Pallars Jussà. No té del tot continuïtat geogràfica, ja que l'antic municipi de Toralla i Serradell està situat a la part nord de la zona central de la comarca i, a més, no està unit amb la resta del seu municipi.
Està format per la unió, feta el 1969, de quatre antics municipis independents: Aramunt, Claverol, Hortoneda de la Conca i Toralla i Serradell. Inclou dotze pobles, un d'ells, Sossís, constituït en entitat municipal descentralitzada. El poble que fa de cap del municipi és el Pont de Claverol.
El nom del municipi, com ha quedat ja apuntat, no s'acaba d'ajustar a la realitat geogràfica, ja que el municipi de la Pobla de Segur i una part dels de Senterada i Abella de la Conca (la vall de Carreu) també pertanyen geogràficament a la Conca de Dalt. D'altra banda, el primer nom que prengué aquest municipi en integrar els quatre termes separats que ara el formen fou el de Pallars Jussà, que hagué de canviar el 1994 en institucionalitzar-se la divisió comarcal catalana i coincidir el nom del municipi amb el de la comarca a la qual pertanyia.
El nom que han proposat sempre els experts, geògrafs i lingüistes, per al municipi és el del poble que en fa de capital, el Pont de Claverol, però aquesta recomanació només fou parcialment atesa pels diferents governs municipals de l'actual municipi de Conca de Dalt durant la legislatura 1983-1987. Malgrat tot, bastants publicacions, entre elles les diferents obres publicades per Enciclopèdia Catalana l'anomenen d'aquesta manera. La Generalitat de Catalunya, en la Resolució GAP/583/2007, publicada en el Diari oficial de la Generalitat de Catalunya núm. 4842 de 15 de març del 2007 oficialitza la denominació el Pont de Claverol al costat de la de Conca de Dalt.
En la proposta derivada de l'informe popularment denominat Informe Roca, es preveia separar l'antic terme de Toralla i Serradell del terme municipal de Conca de Dalt, al qual pertany, per agregar-lo al de la Pobla de Segur, amb la qual cosa Toralla i Serradell perdria la seva condició d'enclavament. La resta del municipi quedava intacta. A més, es creava l'agrupació de municipis de la Pobla de Segur, Conca de Dalt i Salàs de Pallars.

## Descripció geogràfica
- Llista de topònims de Conca de Dalt (Orografia: muntanyes, serres, collades, indrets..; hidrografia: rius, fonts...; edificis: cases, masies, esglésies, etc).

El terme municipal de Conca de Dalt està dividit en dos sectors, geogràficament separats. D'una banda, a llevant, a l'esquerra de la Noguera Pallaresa, hi ha el sector de Claverol, que integra els antics termes independents de Aramunt, Claverol i Hortoneda de la Conca.
De l'altra, l'antic terme de Toralla i Serradell és a ponent, al costat dret de la Noguera Pallaresa, i queda separat de l'altre sector pel terme municipal de la Pobla de Segur.
Cada antic municipi està descrit per separat en el seu article corresponent.
Termes municipals limítrofs (sector oriental, o d'Aramunt, Claverol i Hortoneda de la Conca):
| La Pobla de Segur | Baix Pallars (Pallars Sobirà) | Coll de Nargó (Alt Urgell) |
| La Pobla de Segur |                               | Abella de la Conca         |
| Salàs de Pallars  | Isona i Conca Dellà           | Isona i Conca Dellà        |

Termes municipals limítrofs (sector occidental, o de Toralla i Serradell):
| El Pont de Suert (Alta Ribagorça) | Senterada        | La Pobla de Segur |
| Tremp                             |                  | La Pobla de Segur |
| Tremp                             | Salàs de Pallars | La Pobla de Segur |

### Nuclis de població
| Entitat de població  | Habitants (2023) |
| Aramunt              | 78               |
| Pessonada            | 50               |
| Sant Martí de Canals | 45               |
| Rivert               | 40               |
| el Pont de Claverol  | 36               |
| Serradell            | 34               |
| Erinyà               | 31               |
| Hortoneda            | 28               |
| Sossís               | 26               |
| Toralla              | 25               |
| Claverol             | 23               |
| Torallola            | 20               |
| Font: Idescat        |                  |

* Aramunt: Aramunt (Aramunt Vell i les Eres)
| Pobles de l'antic terme d'Aramunt | Pobles de l'antic terme d'Aramunt |
| --------------------------------- | --------------------------------- |
| El poble vell d'Aramunt           | El poble nou d'Aramunt (les Eres) |
| El poble vell d'Aramunt           | El poble nou d'Aramunt (les Eres) |

- Claverol: el Pont de Claverol, Claverol, els Masos de Baiarri, Sant Martí de Canals i Sossís

| Pobles de l'antic terme de Claverol | Pobles de l'antic terme de Claverol |
| ----------------------------------- | ----------------------------------- |
| El poble del Pont de Claverol       | El poble de Claverol                |
| El poble del Pont de Claverol       | El poble de Claverol                |

| Sense foto                             | El poble de Sant Martí de Canals | El poble de Sossís |
| L'antiga caseria dels Masos de Baiarri | El poble de Sant Martí de Canals | El poble de Sossís |

- Hortoneda de la Conca: Hortoneda, Herba-savina, Segan, el Mas de Vilanova o Vilanoveta i Pessonada, a més de les Bordes de la Coma d'Orient i els despoblats medievals de Perauba i Senyús.

| Pobles de l'antic terme d'Hortoneda de la Conca | Pobles de l'antic terme d'Hortoneda de la Conca | Pobles de l'antic terme d'Hortoneda de la Conca |
| ----------------------------------------------- | ----------------------------------------------- | ----------------------------------------------- |
| Les Bordes de la Coma d'Orient                  | El poble d'Herba-savina                         | El poble d'Hortoneda                            |
| Les Bordes de la Coma d'Orient                  | El poble d'Herba-savina                         | El poble d'Hortoneda                            |

| El poble de Pessonada | Sense foto          | El poble de Vilanoveta |
| El poble de Pessonada | Les Bordes de Segan | El poble de Vilanoveta |

- Toralla i Serradell: Toralla, Erinyà, Rivert, Serradell i Torallola

| Pobles de l'antic terme de Toralla i Serradell | Pobles de l'antic terme de Toralla i Serradell | Pobles de l'antic terme de Toralla i Serradell |
| ---------------------------------------------- | ---------------------------------------------- | ---------------------------------------------- |
| El poble d'Erinyà                              | El poble de Rivert                             |                                                |
| El poble d'Erinyà                              | El poble de Rivert                             |                                                |

| El poble de Serradell | El poble de Toralla | El poble de Torallola |
| El poble de Serradell | El poble de Toralla | El poble de Torallola |

### Partides rurals
Les Boïgues és una partida rural del terme municipal de Conca de Dalt. a l'antic terme de Claverol, en terres del poble de Sant Martí de Canals. Està situada al nord-est de Sant Martí de Canals, a la dreta del barranc de Sant Martí, a llevant de Sant Joanet, al nord-est de les partides de les Ortiguetes i Tarter, i a llevant dels Prats. Consta de 9,0499 hectàrees amb conreus de secà, alguns ametllers i algunes oliveres, zones de matolls i un tros improductiu.
Les Carants és una petita partida rural a l'antic terme de Claverol, en terres del poble de Sant Martí de Canals. Està situada a ponent de Sant Martí de Canals, a l'esquerra del barranc de Sant Martí, al nord del Tros de la Llebre i de la Carretera de Sant Martí de Canals. Consta de poc més d'una hectàrea (1,1601) amb ametllers i matolls.
La Costa és una costa de muntanya i una petita partida rural del terme municipal de Conca de Dalt, a l'antic terme de Claverol, en territori del poble de Sant Martí de Canals. Està situada a ponent de Sant Martí de Canals, a la dreta del barranc de Sant Martí, al nord-est de Sarransot i al sud-oest de los Seixos. Consta de 3,2191 hectàrees amb conreus de secà, alguns ametllers i algunes oliveres, zones de matolls i un tros improductiu.
Les Feixes és una partida rural dins de l'antic terme de Claverol, en territori de l'antic enclavament dels Masos de Baiarri. Està situat a la part nord-oriental de l'enclavament, al nord-est de la Roca del Pubill i del que fou nucli dels Masos de Baiarri, a ponent de la Roqueta, a migdia de la Roca de les Tosques i al nord-oest de la Solana de Font Barrera. Travessa el lloc de sud a nord el barranc de les Llaus. La formen 1,3278 hectàrees de bosquina i zones ermes útils per a la pastura.
Llavaés és una partida rural a l'antic terme de Claverol, en terres del poble de Sant Martí de Canals, al sud-est de Sant Martí de Canals, molt a prop de l'antic triterme entre els municipis d'Aramunt, Claverol i Hortoneda de la Conca, ara tots tres integrats en el mateix terme municipal. És a l'esquerra del barranc de Miret, al nord-est de Fuses, al nord-oest de les Cadolles i al sud-oest de Martinatx. Consta de 13,3903 hectàrees amb predomini de conreus de secà, però també amb alguns ametllers, pastures i zones de matolls i de bosquina.
Perauba és una partida ruraldins de l'antic terme de Claverol, en l'antic enclavament dels Masos de Baiarri. Està situat al racó sud-oriental de l'enclavament, a l'esquerra de la llau de Perauba i enfrontada, a ponent, amb la major part del territori de la partida, que és a l'antic terme d'Hortoneda de la Conca. Al territori dels Masos de Baiarri, la formen 10,9445 hectàrees de pinedes i matolls, a les quals cal afegir-hi 33,4926 hectàrees més de pinedes de l'antic terme d'Hortoneda de la Conca. En total, doncs, fa 44,4371 ha. A més d'una partida rural, Perauba fou una entitat de població d'hàbitat disseminat a l'edat mitjana, de la qual només queda el testimoni de la Torre de Perauba. Més al nord hi havia encara una altra població: la de Senyús.
Prat la Vall és una partida rural del terme municipal de Conca de Dalt, a l'antic terme d'Hortoneda de la Conca, en territori que havia estat del poble d'Herba-savina. Està situat a ponent d'Herba-savina, entre la llau de Prat la Vall (ponent) i la llau de Joncarlat (llevant), al sud-oest de Joncarlat i a migdia del Camí de Carreu. Consta de 18,1923 hectàrees de pastures, conreus de secà, matolls i terres imporductives.
Els Trossos de la Font dels Malalts és una partida rural del terme municipal de Conca de Dalt, a l'antic terme d'Hortoneda de la Conca). És en territori del poble d'Hortoneda. Està situada a ponent d'Hortoneda, al nord de la Carretera d'Hortoneda poc després de deixar enrere el Roc de Santa. Són a l'espai que queda entre les capçaleres de la llau dels Pastors, a ponent, i la llau dels Malalts, a llevant. A la part oriental d'aquesta zona de camps de conreu hi ha la Font dels Malalts. Consta de 8,0971 hectàrees, sobretot de conreus de secà i pastures.
Trullars és una partida rural a l'antic terme de Claverol, en territori que havia estat del poble de Sant Martí de Canals. Es troba a ponent de Sant Martí de Canals, a la dreta del barranc de Miret, a l'extrem sud-occidental del Serrat de la Creu i a migdia de la Carretera de Sant Martí de Canals. Consta de 10,1669 hectàrees amb predomini de conreus de secà, algun ametller i zones de matolls.

### L'espeleologia al municipi
El terme de Conca de Dalt, com bastants del Pallars Jussà, és molt ric en cavitats subterrànies. La llista de cavitats explorades és espectacular:

#### Antic municipi d'Aramunt
- Cova de la Font de la O

#### Antic municipi de Claverol
| - Forat del Bosc de Baiarri - Cova dels Llops | - Esplugues del Roc de Santa - Forat de la Roca de les Creus | - Forat de la Roqueta, o Avenc L.85.4 |

#### Antic municipi d'Hortoneda de la Conca
| - Cova del Boter de Pessonada - Cova de Boumort - Cova del Brunet - Espluga del Canalot - Forat del Cingle - Espluga de Femat - Cova de la Font Mentidera - Pou del Frare - Pou del Gel | - Forat de la Gossa - Espluga d'Herba-savina - Espluga del Josep - Espluga del Madaleno - Surgències fòssils del Mas de les Feixes - Avenc de Montpedrós - Avenc de la Núvia - Cova Ormini de Penya Alta | - Font Mentidera de Perauba - Forat Negre - Avenc dels Raiers - Surgència dels Raiers - Surgència petita dels Raiers - Forat Roi - Cova Sense Nom de Collegats - Cova de les Set Cambres - Font Mentidera del Torrent de Llabró - La Tuta |

#### Antic municipi de Toralla i Serradell
| - Cova dels Àngels - Cova Aubarell - Forat del Badiot - Cova les Balçs - Cova de Barbuissell - Cova del Bosc - Forat de la Bóu - El Caixot - Graller de Camporan - Espluga de Castilló - Cova del Càvet - Les Coves de Rivert - Cova de Cuberes - L'Espluga - Despoblat d'Esplugallonga | - Hàbitat troglodític de la cova de l'Espluguell, o Cova de Canves - Graller d'Estrulls - Espluga de les Feixetes - Cova del Forat Negre - Forat del Fum - Espluga de la Guineu - Carant de l'Home Mort, o de l'Os - Cova de Josepó - Cova de la Llanterna - Cova de les Llenes - Cova del Manel - Cova dels Moros - El Forat Negre | - Forna de l'Os - Graller de Palomera - Graller de Potestats - Cova del Pubill - Cova de la Font de Rivert - Escletxa de la Roca de Migdia - Font de Serradell - Conjunt troglodític de Sorta - Cova de Toralla - Cova del Torrent - Forat dels Trullolets - Forat Vicenç - Espluga Viella - Graller d'en Xavier |

## Economia
Les fonts de l'economia del municipi són: el turisme, la ramaderia (oví, porcí i boví) i l'agricultura (cereals, ametlles i olives). En els darrers anys, amb la millora de les comunicacions, ha crescut de manera significativa el turisme rural, que conviu i es desenvolupa amb els sectors tradicionals. El nombre d'habitants actualment és reduït si es compara amb les 373 cases que hi ha en la zona.

## Història
Fins al 1969 no existeix una història comuna del terme de Conca de Dalt, de tal manera que pràcticament tots els elements d'història estan explicats a l'article corresponent a cada antic municipi, o a cada poble.
Pel que fa a la història contemporània, cal destacar que aquest terme municipal s'estava despoblant gradualment, però s'arribà al punt més baix l'any 2000, moment en què s'inicià una lleugera recuperació que encara s'està vivint avui dia. Es pot constatar aquest fet consultant el quadre demogràfic annex.

### Composició de l'Ajuntament

#### Alcaldes
Des del 1979 (any de les primeres eleccions municipals democràtiques), aquest municipi ha tingut els alcaldes següents:
- Josep Bastida i Masanés (19.4.1979 - 8.5.1983)
- Xavier Pont i Jordana (10.6.1987 - 27.5.2007)
- Martí Cardona i Rocafort (27.5.2007 - 17.6.2023)
- Marc Sans i Sans (17.6.2023 - actualitat)

#### Regidors
A més, un total de 24 persones han exercit el càrrec de regidor d'aquest ajuntament del 1979 ençà. Sense detallar a quines legislatures pertanyen, són: Alfred Aubarell i Roset, Dolors Ausió i Baulenas, Josep Bastida i Masanés, Lluís Bellera i Ollé, Vicent Borrell i Fàbrega, Martí Cardona i Rocafort, Montserrat Carrera i Font, Andreu Carrera i Lloret, Carme Castells i Perucho, Pere Corts i Balust, Josep Costa i Sabaté, Maria Montserrat Cuberes i Corts, Josep Maria Homs i Rius, Francesc March Sorigué, Francesc Martín Manzano, Maties Masanés i Ribera, Francesc Monguet i Font, Josep Monguet i Sé, Rafael Jordi Noray i Peret, Jordi Pont i Bonet, Josep Maria Pont i Bonet, Xavier Pont i Jordana, Josep Queralt i Gasa, Teresa Rius i Jordana, Alexandre Roca i Ramon i Filomena Santín i Pérez.

##### Legislatura 2011-15
| Candidatura | Candidatura | Cap de llista              | Vots | Regidors | % vots |
| ----------- | ----------- | -------------------------- | ---- | -------- | ------ |
|             | CiU         | Martí Cardona i Rocafort   | 165  | 6        | 71,43  |
|             | IpCD-PM     | Rafael Jordi Noray i Peret | 52   | 1        | 22,51  |
| Total       | Total       | 242                        | 242  | 7        |        |

- Martí Cardona i Rocafort (CiU), Alcalde
- Maties Masanés i Ribera (CiU), 1r Tinent d'Alcalde
- Josep Maria Pont i Bonet (CiU), 2n Tinent d'Alcalde; representant del municipi en el Consell Comarcal
- Josep Costa i Sabaté (CiU), Regidor
- Andreu Carrera i Lloret (CiU), Regidor d'obres
- Josep Maria Homs i Rius (CiU), Regidor
- Rafael Jordi Noray i Peret (IpCD-PM), Regidor

### Demografia
| 1497 f | 1515 f | 1553 f | 1717 | 1787  | 1857  | 1877  | 1887  | 1900  | 1910  |
| ------ | ------ | ------ | ---- | ----- | ----- | ----- | ----- | ----- | ----- |
| 81     | 49     | 110    | 883  | 1.304 | 3.116 | 2.710 | 2.833 | 2.014 | 2.141 |

| 1920  | 1930  | 1940  | 1950  | 1960  | 1970 | 1981 | 1990 | 1992 | 1994 |
| ----- | ----- | ----- | ----- | ----- | ---- | ---- | ---- | ---- | ---- |
| 2.080 | 1.789 | 1.502 | 1.289 | 1.160 | 845  | 498  | 487  | 469  | 469  |

| 1996 | 1998 | 2000 | 2002 | 2004 | 2006 | 2008 | 2010 | 2012 | 2014 |
| ---- | ---- | ---- | ---- | ---- | ---- | ---- | ---- | ---- | ---- |
| 437  | 421  | 419  | 425  | 437  | 428  | 418  | 407  | 433  | 443  |

| 2016 | 2018 | 2020 | 2022 | 2024 | 2026 | 2028 | 2030 | 2032 | 2034 |
| ---- | ---- | ---- | ---- | ---- | ---- | ---- | ---- | ---- | ---- |
| 439  | 428  | 410  | 427  | 434  | -    | -    | -    | -    | -    |

Les dades anteriors al 1969 són la suma dels antics municipis: Aramunt, Claverol (amb Sant Martí de Canals i Sossís), Hortoneda de la Conca (amb Herba-savina, Hortoneda, Mas de Vilanova i Pessonada) i Toralla i Serradell (amb Erinyà, Rivert, Serradell, Toralla i Torallola).

## Comunicacions[calcitació]
El terme de Conca de Dalt només té tres carreteres reconegudes oficialment com a tal: la N-260, la L-522 i la LV-5182, les dues primeres més al servei de comunicacions fora de l'antic municipi que no pas al servei de les comunicacions entre els seus pobles. Les dues són dins de l'antic terme de Toralla i Serradell.
La N-260, en aquest tram de la Pobla de Segur al Pont de Suert, forma part de l'eix pirinenc que des del Mediterrani travessa pel sud de la carena les comarques pirinenques per anar a raure a l'Atlàntic. És una carretera de l'estat, que no ha estat traspassada a la Generalitat de Catalunya. Comunica el Pallars Jussà amb l'Alta Ribagorça i només serveix de punt de partença a les carreteres que uneixen els pobles de Toralla i Serradell.
La L-522 és una carretera de caràcter local, paral·lela a l'anterior, que uneix el Pont de Suert amb la N-260 al Congost d'Erinyà, del terme actual de Conca de Dalt i antic de Toralla i Serradell.
La LV-5182 és una carretera molt particular: té 60 metres de longitud per 4 d'ample. La longitud de la carretera es correspon amb el pont damunt de la Noguera Pallaresa que uneix la Pobla de Segur i el Pont de Claverol. S'acaba a la riba esquerra de la Noguera Pallaresa, i té la continuïtat per les pistes rurals -autèntiques carreteres- que menen a Aramunt, Sant Martí de Canals, Pessonada, etc.
No hi ha, doncs, cap carretera més, en aquest antic municipi. Ara bé, sí que hi ha unes quantes pistes rurals asfaltades que connecten uns pobles amb els altres. En l'actualitat aquestes pistes rurals són, de fet, carreteres asfaltades, amples i en força bon estat, a les quals només faltaria un número identificador per tal d'esdevenir carreteres del tot. En l'article corresponent a cadascun dels antics termes estan detallades les carreteres respectives.
Les comunicacions mitjançant transport discrecional de viatgers és del tot absent dins del terme de Conca de Dalt, però la proximitat amb la Pobla de Segur fa que es pugui fer fàcilment ús tant del transport en autobús com del ferrocarril, que té a la Pobla la seva estació terminal.

## Llocs d'interès
- Museu dels Raiers del Pont de Claverol.[11]
- La Casanova és una masia a l'antic terme d'Aramunt. Pertany al poble i parròquia d'Aramunt. És a l'esquerra de la Noguera Pallaresa i del pantà de Sant Antoni, a ponent del poble d'Aramunt, a la dreta del barranc dels Clops, prop i al nord del cementiri d'Aramunt. La partida a la qual pertany és la de Santa Maria d'Horta, però a llevant seu comença la de l'Abadal, i a migdia, la d'Hortes. És la masia de més a ponent de tot el terme. Passa pel costat est de la masia l'antic camí d'Aramunt a la Pobla de Segur.